# Stupă

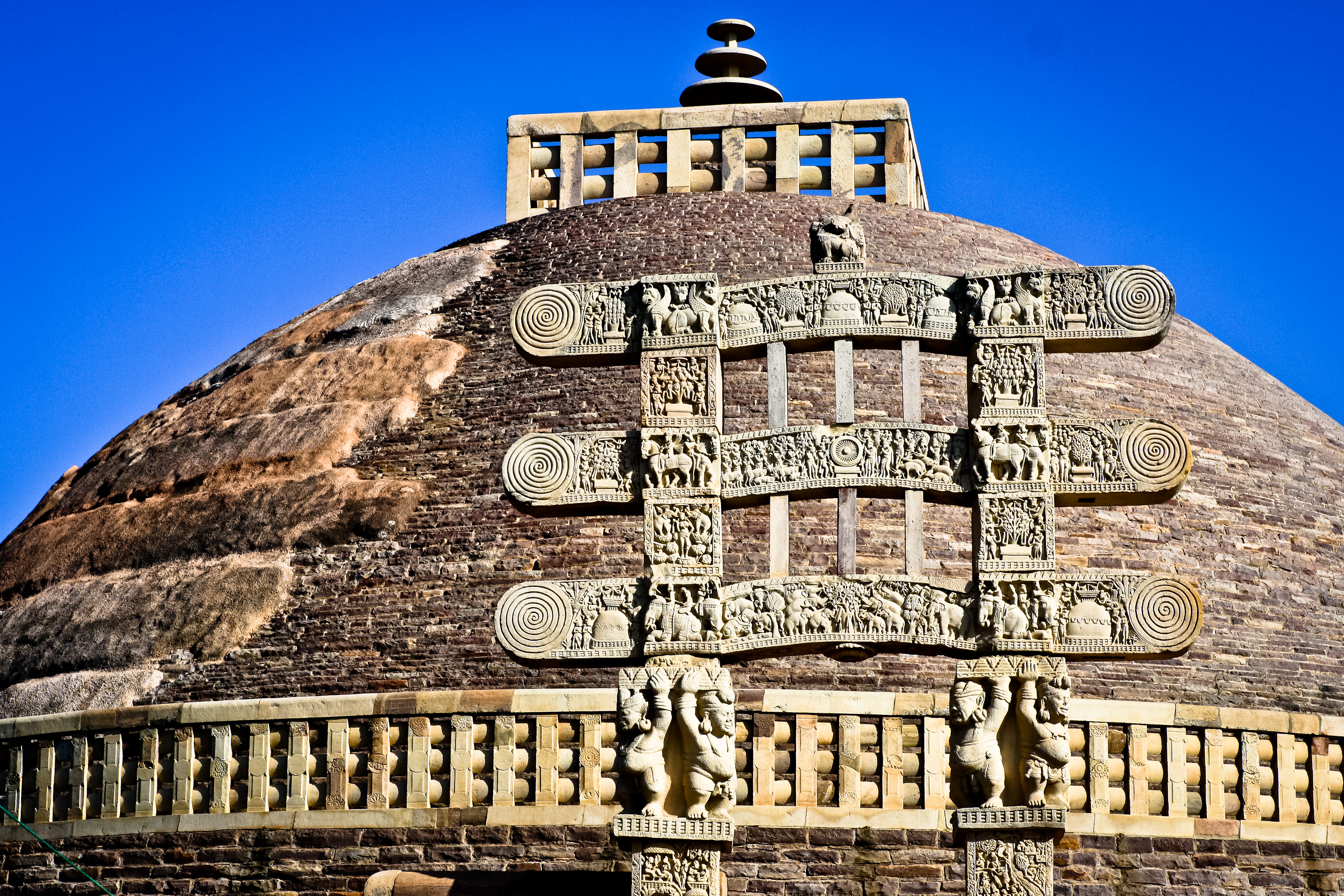
Marea Stupă din Sanchi (India), una dintre cele mai vechi stupe.

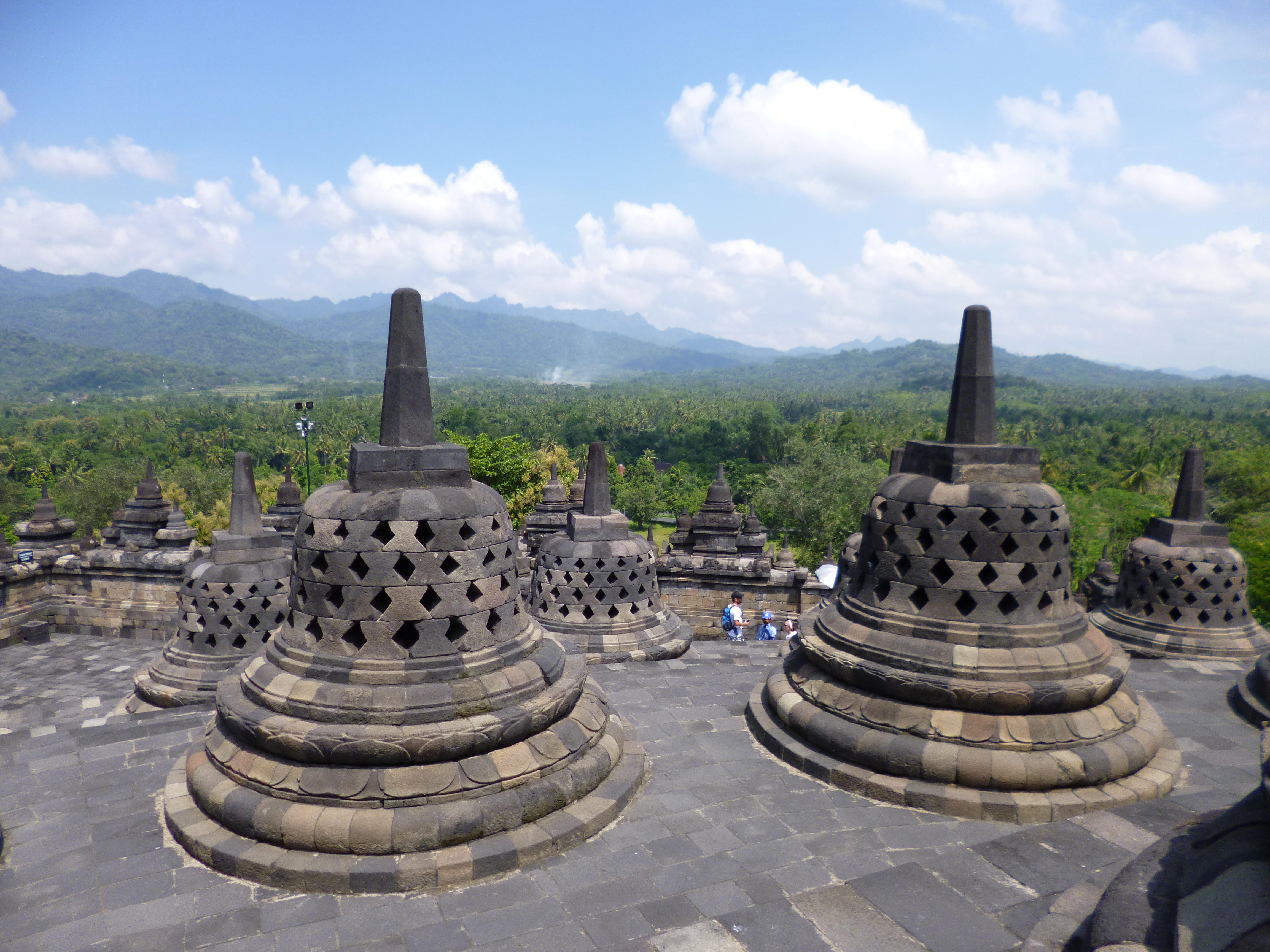
Stupe la Borobudur, Indonezia

O stupă (în limba sanscrită:स्तूप,pali:थुप,stūpa=morman) este o clădire religioasă budistă, în formă de movilă, ce conține relicve, cunoscute sub numele de śarīra (cenușa, fire de păr, dinți ai lui Buddha sau ai unui călugăr etc.) și poate fi folosită ca loc de rugăciune sau de meditație. 

## Istorie
După parinirvāṇa (परिनिर्वाण, moartea finală, definitivă care rupe cercul dintre moarte și renaștere) lui Buddha din anul 483 î.Hr, rămășițele sale au fost incinerate, iar cenușa sa a fost împărțită și îngropată sub opt movile (stupa), iar sub alte două movile au fost îngropate urna și tăciunii. Cele zece stupe au fost realizate în diferite părți din nordul și nord-estul Indiei. Se presupune că au fost construite din lemn și pământ, din acest motiv ele nemaiexistând până în prezent. Cu timpul , alte stupe au fost construite de către credincioșii budiști pentru a adăposti relicvele sfinte ale discipolilor lui Buddha sau ale altor călugări importanți. În secolul al III-lea î.Hr, în timpul Imperiului Maurya, vechile stupe, mai ales cele ce găzduiau relicvele lui Buddha au fost reconstruite din piatră și cărămidă sub patronajul împăratului Așoka. Cele mai importante exemple de stupe sunt cele de la Sanchi, Sarnath, Amaravati și Bharhut.
Odată cu răspândirea budismului dincolo de granițele Indiei, stupele au fost preluate de alte popoare și au început să varieze în formă și stiluri. Un  exemplu ar fi pagodele din Asia de Est ce au forma unor turnuri cu streașini ce se micșorează succesiv de jos în sus. Alte stupe în schimb au formă piramidală sau de clopot, cum sunt cele din Tibet.
O Stupa este și reprezentare simbolică a minții unui Buddha. Stupele sunt adesea construite în locuri în care trec mulți oameni, de exemplu la interesecții de drumuri. Se spune că o stupă construită cu atenție are o influență efect pozitivă asupra împrejurimilor sale. Diminuează forțele negative și încurajează armonia și libertatea în rândul ființelor. Din acest motiv expresia de Shanti Stupa este de asemenea folosită, însemnând “Monument al păcii”.